# Ченаран
Ченаран (на персийски: چناران) е град в централния район на окръг Ченаран, провинция Разави Хорасан, Иран, който е столица както на окръга, така и на областта.
При преброяването от 2006 г. населението му е 41 735 в 10 179 домакинства. Следващото преброяване през 2011 г. преброява 48 567 души в 13 337 домакинства. Последното преброяване през 2016 г. установява население от 53 879 души в 15 609 домакинства.
Ченаран е туристически град. Поради сравнително близкото си разстояние до Машхад, Ченаран е известен като летния курорт на Машхад. Отличава се с планинско време и богата дива природа.

## География
Климатът в Ченаран е горещ през лятото и студен през зимата. През пролетта често е много дъждовно и духат силни ветрове.